# Lha Bal-po
Lha Bal-po wordt niet in de traditionele lijst van de koningen  van Tibet benoemd. De Tibetaanse annalen maken echter duidelijk, dat hij in het jaar 705 enige maanden ook in formele zin koning van het Tibetaanse rijk geweest moet zijn. 

## Achtergrond
Lha Bal-po wordt meestal beschreven als de oudere halfbroer van de koning Tridé Tsungtsen, waarvan 704 en 755 als respectievelijk zijn geboortejaar en jaar van overlijden gelden. Lha Bal-po was de zoon geboren uit de relatie tussen zijn vader Tridu Songtsen (670 - 704) en Ga-tun, een Turkstalige prinses en vermoedelijk afkomstig uit het volk van de Azha.
De omstandigheden die hebben geleid tot de troonsbestijging van Lha Bal-po en zijn gedwongen afzetting enkele maanden later zijn niet geheel duidelijk.
Allianties door huwelijken speelden in het Tibetaanse rijk een enorme rol. Al voor de periode van het  rijk bestond er een gebruik, waarbij een aantal van de belangrijkste clans steeds in een rotatiesysteem een vrouw konden leveren aan de koning die bestemd was een troonopvolger te baren. In de Oude Tibetaanse kroniek worden vanaf de periode van Totori Nyantsen (begin vijfde eeuw) de vrouwen vermeld, die de troonopvolger baarden met de naam van de clan waar zij uit afkomstig waren. Die clans verwierven dan een zekere anciënniteit boven andere, omdat ze de schoonvader van de koning werden en een grootvader van de beoogde opvolger. Buitenlandse vrouwen, zoals de Chinese prinsessen Wencheng en Jincheng waren daarvan volstrekt uitgesloten. Hetzelfde moet voor Ga-tun hebben gegolden. 
Uit de annalen wordt ook duidelijk, dat Tridé Tsungtsen geboren moet zijn na het overlijden van Tridu Songtsen die in die geschiedschrijving vermeld wordt als zijn vader. Op het moment van zijn overlijden was Tridu Songtsen op de grootste miliatire campagne die hij had georganiseerd tegen de Mywa's in een deel van de huidige Chinese provincie Yunnan.
De annalen van de Tang-dynastie geven als geboortejaar voor Tridé Tsungtsen het jaar 706. 
Een aantal tibetologen gaan dan ook uit van de veronderstelling, dat Tridé Tsungtsen niet de zoon kan zijn van Tridu Songtsen en mogelijk pas na de dood van Tridu Songtsen door een onbekende natuurlijke vader bij de vrouw van Trisu Songtsen verwekt is. 
Indien dat juist is, was er op het moment van de troonsbestijging van Lha Bal-po geen andere kandidaat aanwezig.

## De afzetting van Lha Bal-po
De annalen maken duidelijk, dat Lha Bal-po moet zijn afgezet in het jaar 705/706 (het Tibetaanse jaar liep in de periode van het rijk van medio april-medio april). De meeste tibetologen gaan ervan uit, dat dit gevolg was van een machtsstrijd tussen Ga-tun, de moeder van Lha Bal-po en de grootmoeder van Tridé Tsungtsen, Tri Malö. Daarbij moet Tri Malö (Wylie: Khri-ma-lod-Khrl-steng} van de clan van de Bro ongetwijfeld de steun van de belangrijkste clanleiders hebben gehad. In de periode tot 712 werd zij de belangrijkste machtsfactor in Tibet.
De Tibetaanse annalen maken ook duidelijk, dat Lha Bal-po na zijn afzetting in leven bleef en ook verder aan het hof verbleef. Er was in de periode van het rijk bij voortduring en bij vrijwel iedere troonopvolging sprake van een machtsstrijd, die vrijwel altijd eindigde met de dood van of moord op de verliezer. Veel latere Tibetaanse bronnen suggereren, dat Lha Bal-po leed aan wat in termen van een huidige diagnose vroegtijdige dementie zou heten.

## Jincheng
In de klassieke Tibetaanse geschiedschrijving was Tride Tsungtsen de oorspronkelijk bedoelde echtgenoot voor de Chinese prinses Jincheng. Tibetologisch onderzoek van de laatste decennia heeft aangetoond, dat dit niet het geval kan zijn. De Tibetaanse annalen vermelden de aankomst van de prinses in Tibet in 710. 
Er is consensus bij hedendaagse tibetologen, dat gezien de nog jonge leeftijd van Tridé Tsungtsen op het moment dat de onderhandelingen over het huwelijk gestart moeten zijn, hij nooit de beoogde echtgenoot geweest kan zijn. De meest waarschijnlijke beoogde oorspronkelijke echtgenoot was Lha Bal-po. Pas na zijn overlijden op een onbekende datum zou Tride Tsungtsen Jincheng als een van zijn vrouwen hebben genomen. 
Deze geschiedschrijving is in wezen een herhaling van het verhaal van de eerste Chinese prinses Wencheng ( overleden omstreeks 670) die in feite een van de vrouwen werd van de Tibetaanse kroonprins Gungsrong Gungtsen (628 - 647) en na het overlijden daarvan een van de meerdere vrouwen werd van zijn vader Songtsen Gampo (605-650).